# نيكولاس كامبيون
نيكولاس كامبيون (بالإنجليزية: Nicholas Campion)‏ هو منجم بريطاني، ولد في 4 مارس 1953 في برستل في المملكة المتحدة.

## وصلات خارجية
- الموقع الرسمي